# فیلیپ وولشاید
فیلیپ وولشاید (آلمانی: Philipp Wollscheid؛ زادهٔ ۶ مارس ۱۹۸۹) یک بازیکن فوتبال اهل آلمان است.
از باشگاه‌هایی که در آن بازی کرده‌است می‌توان به استوک سیتی، زاربروکن، نورنبرگ، بایر ۰۴ لورکوزن و ماینتس ۰۵ اشاره کرد.
وی همچنین در تیم ملی فوتبال آلمان بازی کرده است.